# Liste der Mitglieder der Deutschen Akademie der Naturforscher Leopoldina/1701
Die Liste der Mitglieder der Deutschen Akademie der Naturforscher Leopoldina für 1701 enthält alle Personen, die im Jahr 1701 zum Mitglied ernannt wurden. Insgesamt gab es fünf neu gewählte Mitglieder.

## Mitglieder
| Nr. | Name                        | Beiname     | Geboren       | Aufnahme | Gestorben     | Bild         | Datenbank |
| --- | --------------------------- | ----------- | ------------- | -------- | ------------- | ------------ | --------- |
| 246 | Petrus Hotton               | Cratevas I. | 18. Juni 1648 | 31. Mrz. | 10. Jan. 1709 | Peter Hotton | 3917      |
| 247 | Ulrich Staudigl             | Pittacus I. | 9. Okt. 1644  | 20. Apr. | 8. März 1720  |              | 6756      |
| 248 | Giovanni Mario Crescimbenis | Idmon I.    | 9. Okt. 1663  | 5. Mai   | 8. März 1728  |              | 1681      |
| 249 | Johann Baptista Gründler    | Marbodaeus  |               | 11. Aug. |               |              | 3552      |
| 250 | Johann Wilhelm Romberg      | Patrocius   | 13. Mai 1673  | 10. Nov. |               |              | 6249      |